# 井田友平
井田 友平（いだ ともへい、1889年（明治22年）3月17日 - 1965年（昭和40年）10月31日）は、日本の実業家、政治家。衆議院議員、妻沼町名誉町民。メヌマポマードの製造販売で知られた。

## 経歴
埼玉県幡羅郡弥藤吾村新田、のちの大里郡妻沼町大字弥藤吾1520番地の1（現:熊谷市）で、農業・井田定吉、フク夫妻の長男として生まれる。父方は代々、教師の家系である。幡羅高等小学校を卒業し、太田村上江袋の能泉寺塾で漢学を修めた。家業の手伝いをしていたが、父の失敗で井田家は土地家屋を失ったため、17歳の春に上京して石鹸雑貨行商の見習奉公についた。
1910年3月、独立して本所区本所緑町四丁目に井田京栄堂を設立して石鹸雑貨卸商を営む。化粧品の将来性を見越して、当時、鉱物性の原料のためベタついていたポマードを、1917年5月に植物性の原料から製造してサラリとした感触とすることに成功。本所緑町に化粧品製造工場を建設して「メヌマポマード」の製造販売を開始した。1923年9月の関東大震災で被災するが、メヌマポマードの愛好者が地方に疎開して口コミで評判が広まったことから、製造に専念するため1924年に井田京栄堂卸部を弟・幸八郎の井田両国堂に移譲した。この頃、メヌマポマードの業界シェアは75％を占めた。1945年3月の東京大空襲で工場などが焼失したが、1946年に再建して千代田区富士見の仮営業所で業務を開始。1948年、株式会社メヌマに改組して取締役社長となり、東京化粧品工業会長も務めた。
政界では、本所区会議員、同議長、東京市会議員、東京都議会議員、同参事会員、警視庁警務委員長などを務めた。1946年4月、第22回衆議院議員総選挙で埼玉県選挙区から日本自由党所属で出馬して当選し、衆議院議員を一期務めた。墓所は多磨霊園。

## 逸話
郷里を常に心に留め、1957年、弥藤吾新田の居宅を妻沼町に寄贈し、それが移築されて井田記念館と命名され、1960年、石造倉庫も妻沼町に寄贈した。また、1964年8月、私財1億円を提供して財団法人井田育英会を組織し、郷里の子弟の学びを援助した。